# Vroum Vroum
Singles de Moha K
Zoné
(2021) J'fais du sale
(2021)
Clip vidéo
[vidéo] « Vroum Vroum », sur YouTube
Pistes de Dernier Souffle
Ce soir
(11) Pour mes frères
(13)
Vroum Vroum est une chanson interprétée par Moha K, sortie le 26 mars 2021 et le premier extrait de l'album Dernier Souffle.

## Présentation
Vroum Vroum a été révélé en exclusivité le 21 mars 2021 sur Skyrock. À la suite de son succès, le titre est rapidement diffusé sur les plateformes de streaming par Moha K.
Le titre est produit par Loïc Sainte-Rose, NK Jones et DJ Mike One connu pour avoir déjà produit des titres pour Popey ou encore Demrick.

## Clip vidéo
Le clip vidéo sort le 26 mars 2021 et montre Moha K et sa femme se faire poursuivre par la police, danser avec quelqu'un en fauteuil roulant.
Le 28 mars 2021, le réalisateur YanLebatard a publié sur sa chaîne YouTube un making-of du tournage du clip du morceau Vroum Vroum de Moha K.

## Performances live
Lors de l'émission Raï Suprême sur Skyrock le 21 mars 2021, Moha K a interprété ce morceau en exclusivité.

## Liste des titres
| 1. | Vroum Vroum | Moha K | 3:06 |

## Classements et certification
| Classement (2020-21)                    | Meilleure position |
| --------------------------------------- | ------------------ |
| France (SNEP)                           | 1                  |
| Belgique (Wallonie Ultratop 50 Singles) | 29                 |
| Suisse (Schweizer Hitparade)            | 70                 |

| Classements (2021) | Position |
| ------------------ | -------- |
| France (SNEP)      | 16       |

### Certification
| Région | Certification | Ventes/Streams |
| --- | ------------- | -------------- |
| France (SNEP)                                                                                             | Diamant       | 50 000 000*    |
| *Ventes selon la certification xNon précisé par la certification ‡ventes/streaming selon la certification |               |                |

## Historique de sortie
| Pays   | Date         | Format                    | Label                         | Ref.   |
| ------ | ------------ | ------------------------- | ----------------------------- | ------ |
| France | 26 mars 2021 | Téléchargement, streaming | Wagram Music / Juston Records | [ 11 ] |